# Eta Leonis
Eta Leonis is een ster in het sterrenbeeld Leeuw op 1269 lichtjaar van de zon.